# Robert Grosseteste
Robert Grosseteste   (Stradbroke, 1168 - Buckden, 9 d'octubre de 1253) va ser un frare, bisbe de Lincoln (Anglaterra), científic i filòsof medieval anglès, anomenat així ("capgròs") per la bona memòria que posseïa. Grosseteste és honorat per l'Església d'Anglaterra com a sant, amb festivitat el 9 d'octubre. Igualment, és commemorat amb Hug de Lincoln a l'Església Episcopaliana dels Estats Units el 17 de novembre.

## Vida
Només es coneixen uns quants fets certs de la seva vida, sobre tot de quan va ser bisbe de Lincoln i el seu poder i influència van ser més notables.
Va néixer a Stowe, comtat de Suffolk, en una família pobre en la qual tenia una germana de nom Ivette que va esdevenir monja i que tenia per llengua materna l'anglo-normand, però això és tot el que se sap de la seva infància i família. Va iniciar els seus estudis a Hereford, sota la protecció del bisbe William de Vere, i, gràcies a la seva influència, va poder traslladar-se a Oxford per estudiar i va esdevenir professor de teologia, probablement abans de 1198.
Es creu que va romandre a Oxford fins a la dispersió de mestres de 1209, quan se suposa que va anar a estudiar teologia a París, on va fer amistat amb Guillem d'Alvèrnia i Joan de St. Giles. Alguns autors afirmen que va estar cassat i va tenir fills, però que la seva esposa va morir el 1224, abans que ell accedís al diaconat. A partir de 1225, un cop nomenat diaca, els fets de la seva vida son més coneguts.
En data incerta va retornar a Oxford, on el 1229 va rebre l'encàrrec del provincial dels franciscans, Agnellus de Pisa, de ser el professor de la orde a Anglaterra, tot i que ell mateix no era membre de l'orde. El 1235 va ser nomenat bisbe de Lincoln (Anglaterra), càrrec que va mantenir fins a la seva mort el 1253.

## Obres
S'acostuma a categoritzar les seves obres segons els períodes en que van ser escrites: el període parisenc (aproximadament 1209-1214), el període a Oxford (ap. 1214-1228), quan va publicar la major part de la seva obra científica, i el període de mestre franciscà (1228-1235), quan es va interessar més per la teologia.
Probablement anteriors a aquests tres períodes, va escriure dos breus tractats connectats amb l'ensenyament del quadrivium: De artibus liberalibus i De genrationes sonorum.
A partir de 1235, ja no va ser un teòleg teòric, sinó que els seus treballs teològics estaven vinculats a les seves responsabilitats episcopals i a l'atenció als frares i laics de la diòcesi més gran d'Anglaterra.
En el camp científic, Grosseteste va escriure tractas d'astronomia i de les seves aplicacions, de física i de fenòmens meteorològics, d'òptica (molt influenciat per Alhazen) i desenvolupaments de l'aristotelisme, especialment de la Física i dels Analítics Posteiors.
En el camp teològic va ser l'autor de dues obres notables: el 'Hexaémeron (una exegesi de la creació de l'univers i de l'home) i el Chateau d'amour (un poema al·legòric en francès sobre la creació i la redempció humanes); a més de les nombroses pastorals, cartes i demés documents diocesans del seu període com a bisbe.

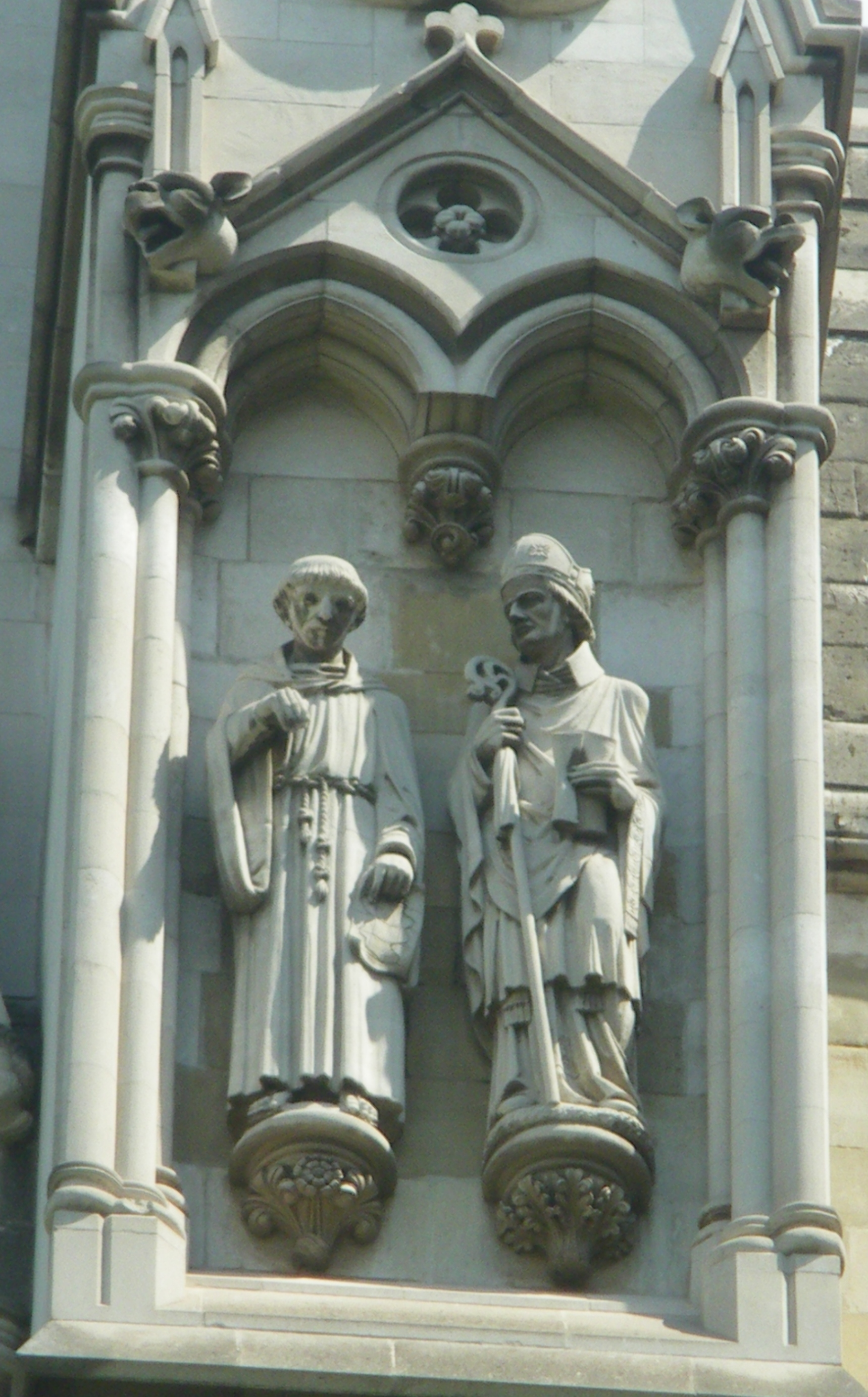
Roger Bacon (esquerra) i Robert Grosseteste (dreta) representats en la façana del transsepte nord de l'Abadia de Westminster.

## Pensament
Grosseteste va avançar-se al mètode científic i en moltes de les seves obres intenta aplicar els seus principis a aspectes com la meteorologia o l'astronomia. Seguint a Aristòtil, creia que els investigadors havien d'usar la generalització per formular lleis generals i usar-les per fer prediccions útils. Les ciències s'ordenen segons ell jeràrquicament perquè unes necessiten les altres i així conclou que les matemàtiques són la ciència primera, perquè totes les altres les usen. Afirmava que tot està fet de llum, però que la llum (entesa com a forma primera i energia alhora) es pot descomponsar en punts i línies i, per tant, ser estudiada matemàticament, per això va dedicar molts anys a l'estudi de l'òptica, seguint les obres d'Alhazen. Va ser un dels primers a separar el color blanc de la resta.
Religiosament, el seu pensament és proper al d'Agustí d'Hipona i es plasma sobretot en el poema al·legòric "Castell d'amors", on narra la Creació del món i la redempció de la humanitat per Crist. La llum física té un correlat metafísic, s'accedeix a ella mitjançant la fe. Va ser el primer a considerar l'infinit com quelcom mesurable i, per tant, va afirmar que hi havia infinits majors que els altres (idea que no va ser demostrada fins a l'arribada de Georg Cantor).

## Enllaços externs

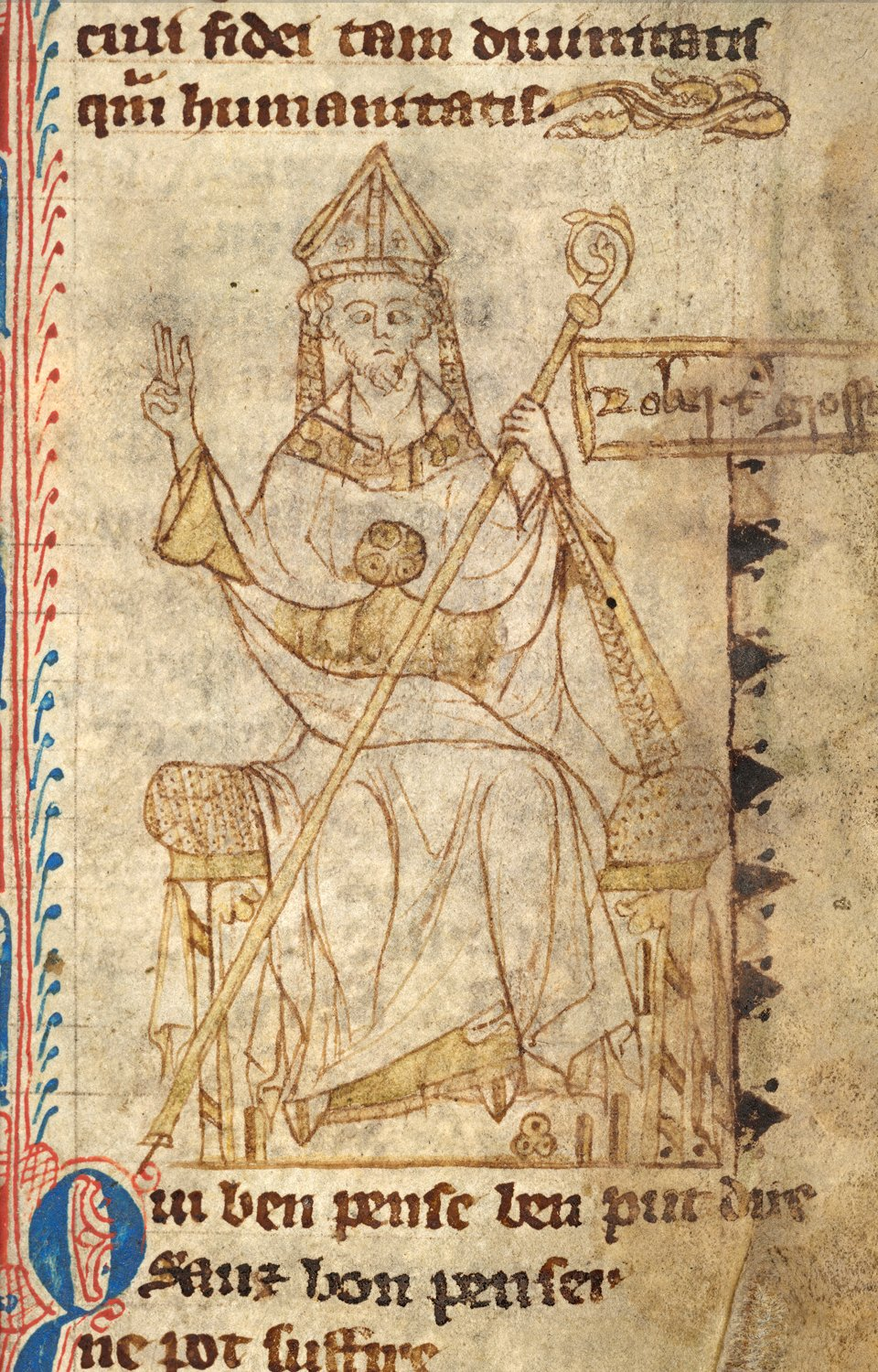
Robert Grosseteste, miniatura del s. XIII
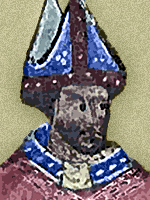
Caplletra del s. XIV, en un manuscrit anglès
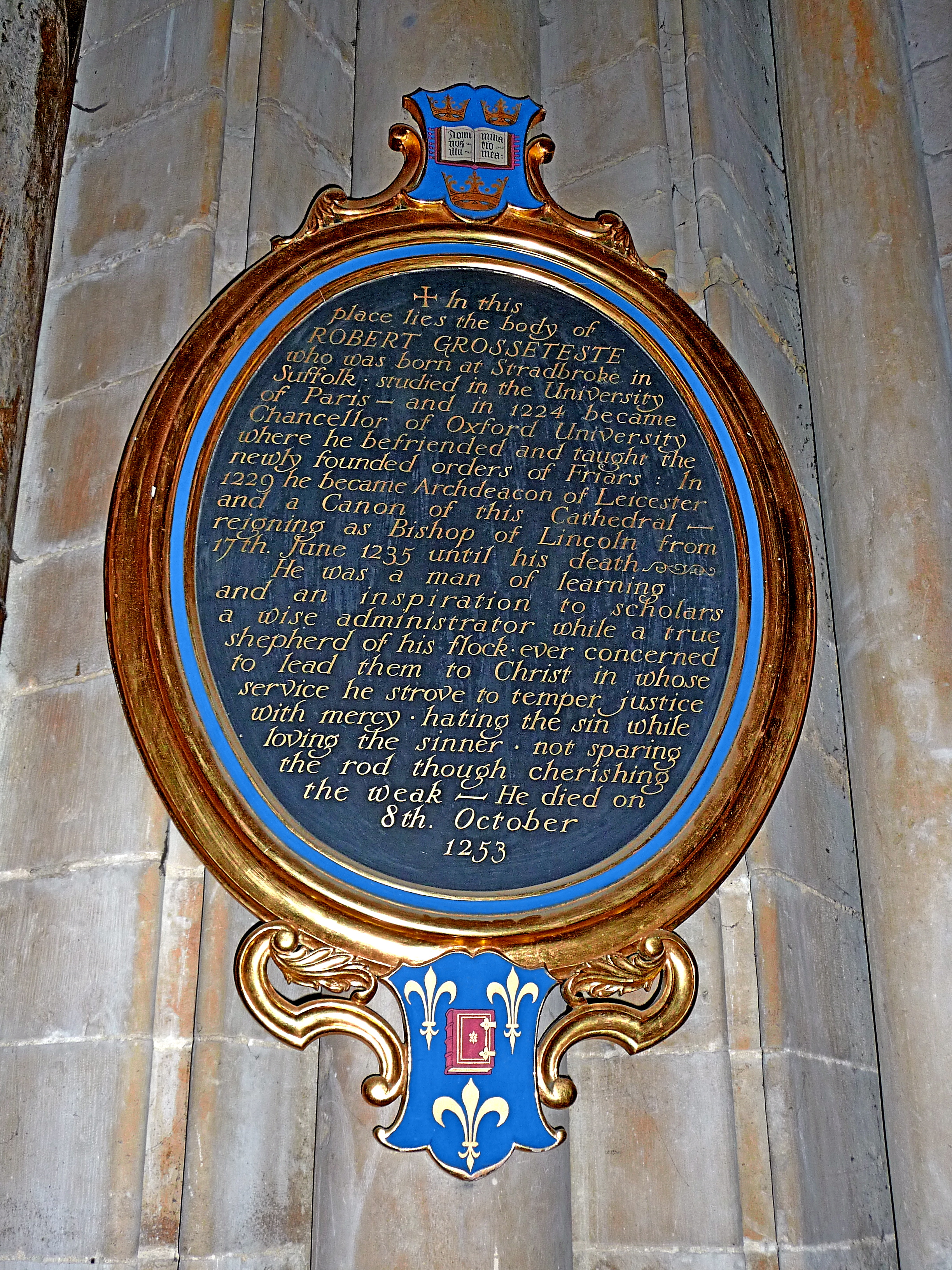
Placa sobre la tomba del bisbe a la Catedral de Lincoln
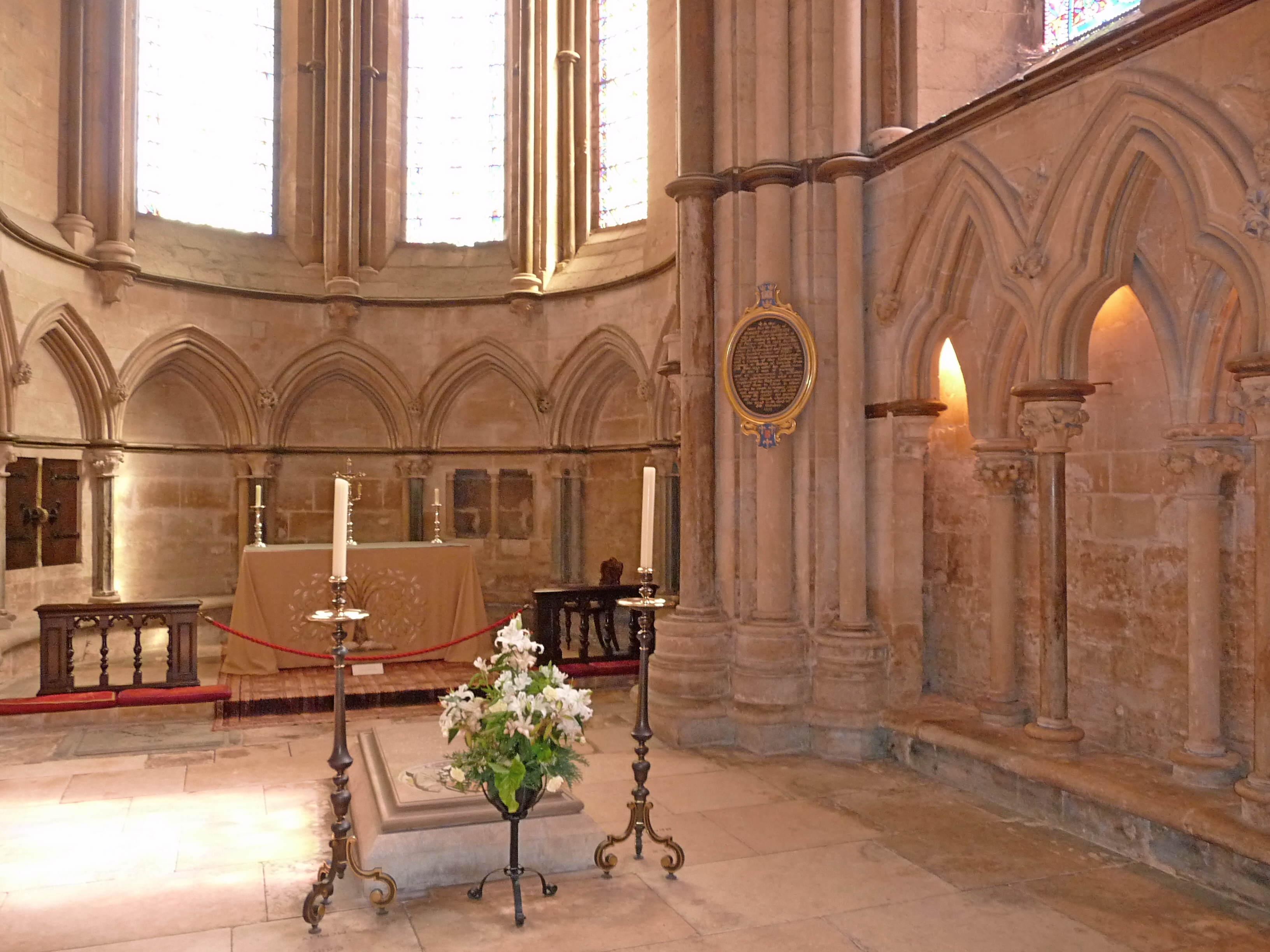
Capella i tomba del bisbe a Lincoln
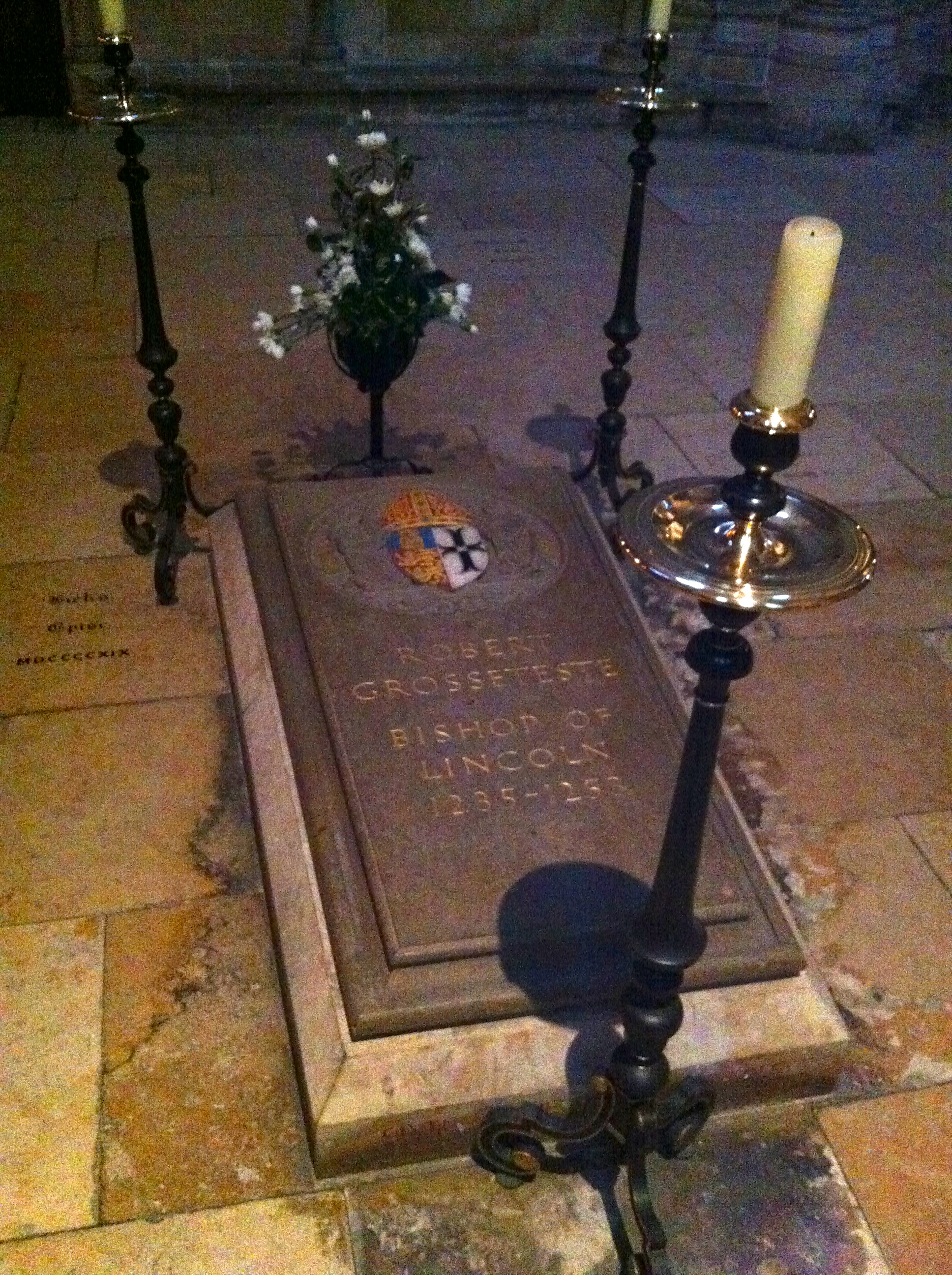
Tomba de Grossteste a la catedral de Lincoln
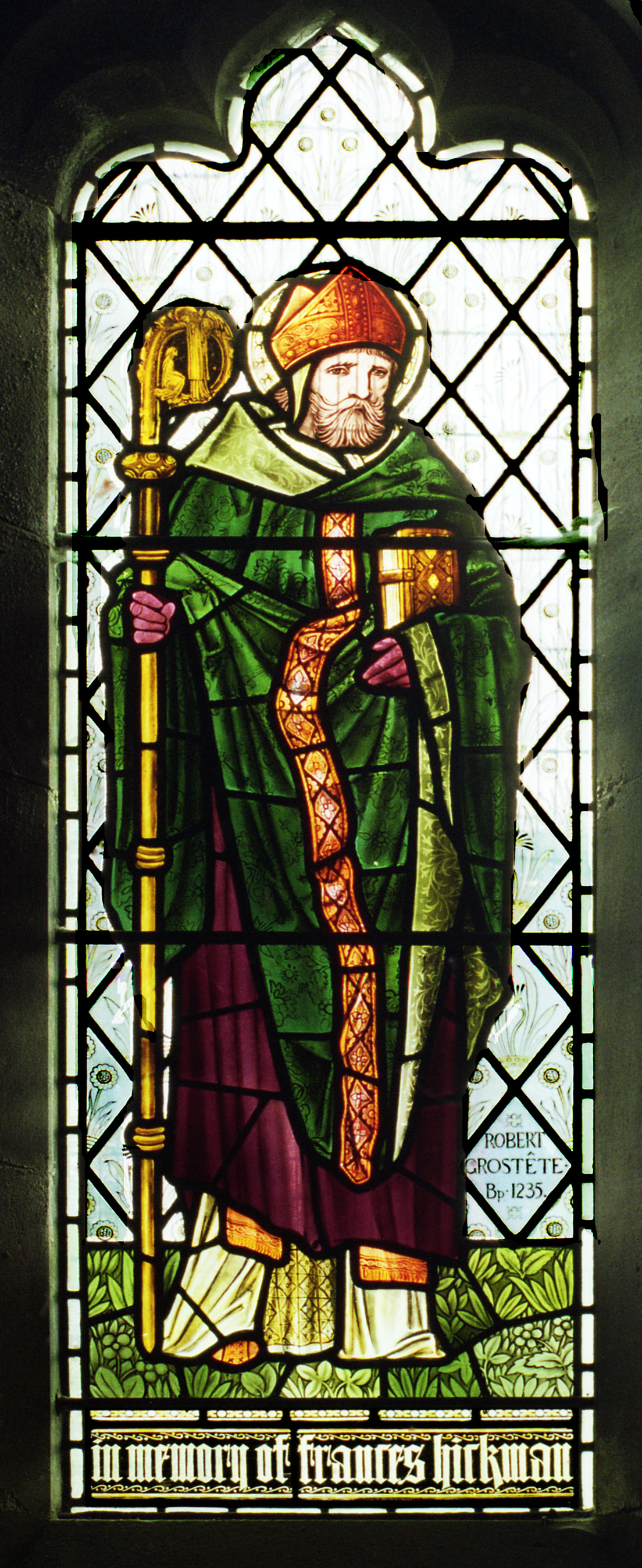
Vidriera de finals del segle XIX en una església de Gainsborough
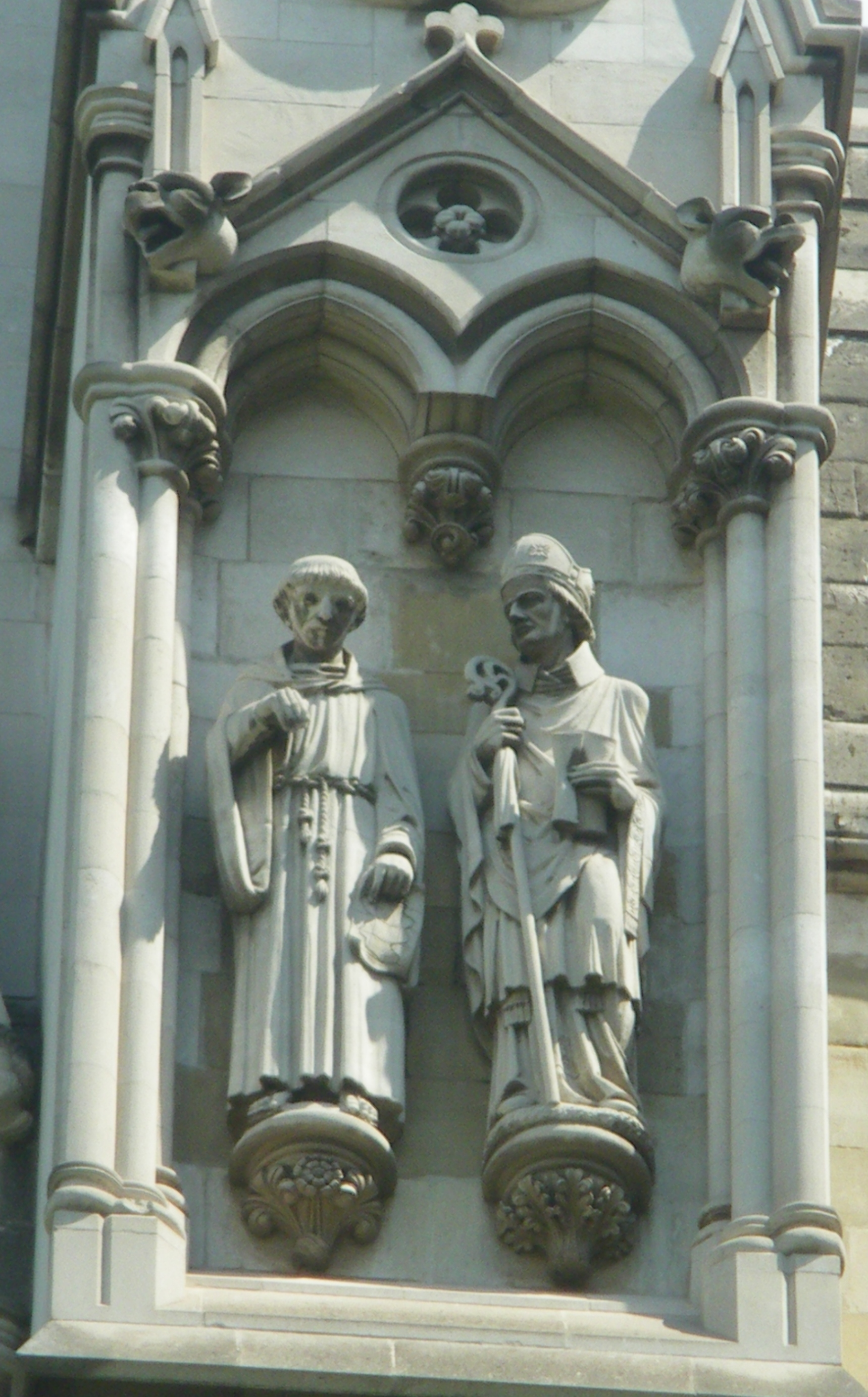
Grosseteste i Roger Bacon representats a la façana del transsepte nord de l'abadia de Westminster
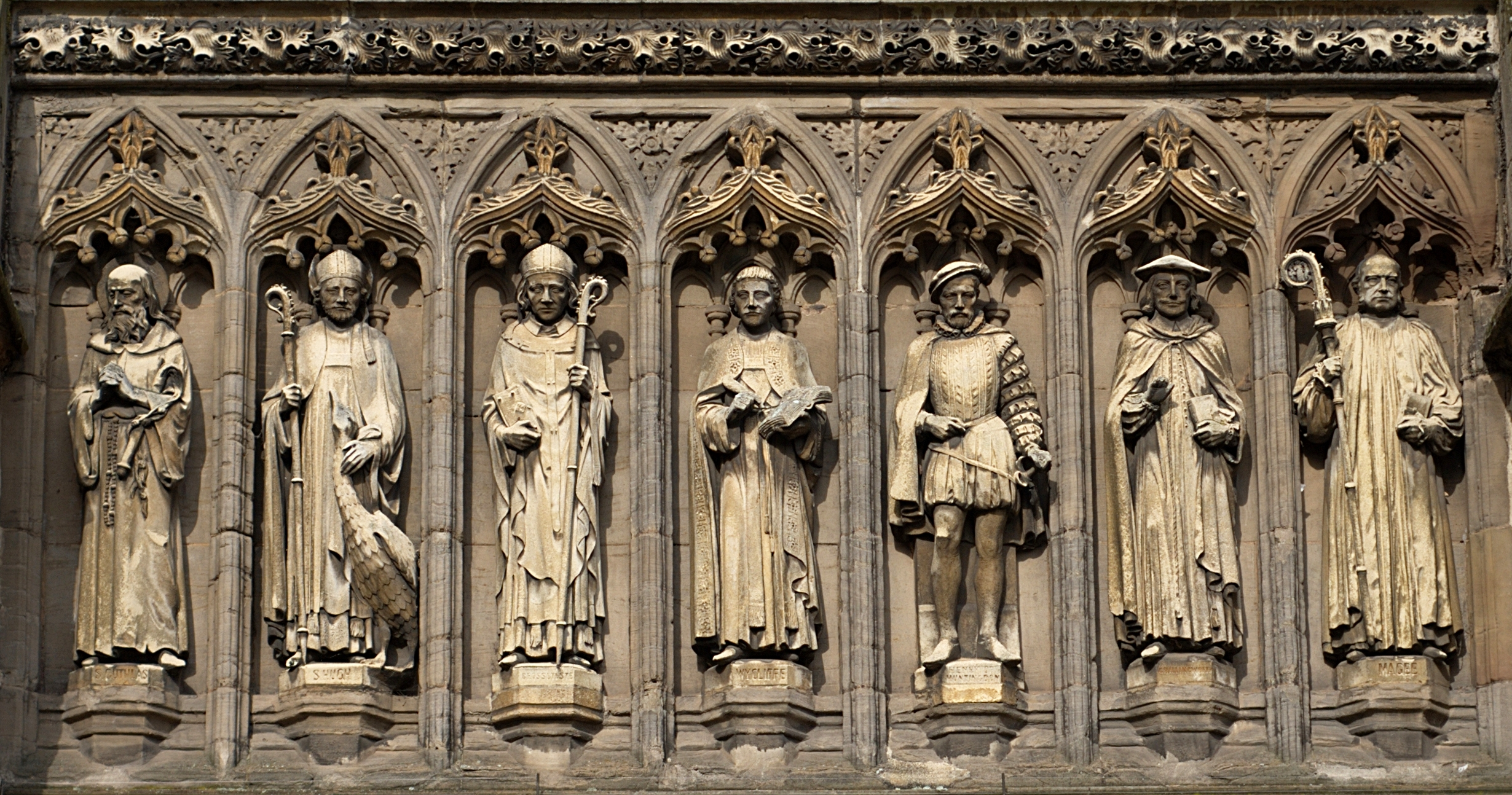
Estàtues al porxo de la catedral de Leicester: el tercer per l'esquerra és Grosseteste